# D・N・A
『D・N・A』（ディー・エヌ・エー）は、日本のヴィジュアル系ロックバンド・Janne Da Arcが2000年3月8日にmotorodから発売したメジャー1枚目のオリジナルアルバムである。

## 内容
- 1stシングル「RED ZONE」から3rdシングル「EDEN 〜君がいない〜」までの3曲と、後にシングルカットされる4thシングル「Heaven's Place/Vanity」、他7曲が収録されている。
- kiyoは今作ではじめてウーリッツァーピアノを使用した。
- 「D・N・A」の由来は遺伝子（デオキシリボ核酸）ではなく、「Different Native Answers（異なった自然の答え達）」という意味。

## 収録曲
| #         | タイトル                                 | 作詞      | 作曲        | 編曲                                   | 時間  |
| --------- | ---------------------------------------- | --------- | ----------- | -------------------------------------- | ----- |
| 1.        | 「Deja-vu」                              |           | kiyo        | kiyo、Janne Da Arc、秦野猛行           | 2:24  |
| 2.        | 「Vanity」                               | yasu      | yasu        | yasu、Janne Da Arc、明石昌夫           | 4:17  |
| 3.        | 「ファントム」                           | yasu      | kiyo、yasu  | kiyo、Janne Da Arc、明石昌夫、秦野猛行 | 3:59  |
| 4.        | 「EDEN〜君がいない〜」                   | yasu      | yasu        | yasu、Janne Da Arc、明石昌夫、秦野猛行 | 5:01  |
| 5.        | 「child vision〜絵本の中の綺麗な魔女〜」 | yasu      | kiyo        | kiyo、Janne Da Arc、秦野猛行           | 5:40  |
| 6.        | 「Stranger」                             | yasu      | you、yasu   | you、Janne Da Arc、明石昌夫、秦野猛行  | 4:45  |
| 7.        | 「桜」                                   | yasu      | ka-yu       | ka-yu、Janne Da Arc、秦野猛行          | 5:48  |
| 8.        | 「Lunatic Gate」                         | yasu      | you、yasu   | you、Janne Da Arc、明石昌夫            | 4:26  |
| 9.        | 「Junky Walker」                         | yasu      | kiyo、yasu  | kiyo、Janne Da Arc、秦野猛行           | 4:07  |
| 10.       | 「RED ZONE (Album Mix)」                 | yasu      | yasu        | yasu、Janne Da Arc、明石昌夫           | 4:12  |
| 11.       | 「ring」                                 | ka-yu     | ka-yu、yasu | ka-yu、Janne Da Arc、明石昌夫          | 4:12  |
| 12.       | 「Heaven's Place」                       | yasu      | yasu        | yasu、Janne Da Arc、秦野猛行           | 7:11  |
| 合計時間: | 合計時間:                                | 合計時間: | 合計時間:   | 合計時間:                              | 56:02 |

### 解説
1. Deja-vu
今作のオーバーチュア。
2. Vanity
両A面からなる、4thシングルの表題2曲目。
3. ファントム
4. EDEN〜君がいない〜
3rdシングルの表題曲。
5. child vision〜絵本の中の綺麗な魔女〜
6. Stranger
7. 桜
8. Lunatic Gate
2ndシングルの表題曲。
9. Junky Walker
10. RED ZONE (Album Mix)
1stシングルの表題曲のアルバムバージョン。
11. ring
12. Heaven's Place
両A面からなる4thシングルの表題1曲目。

## 参加ミュージシャン
Janne Da Arc
- yasu：Vocal
- you：Guitar、Left Side Guitar Solo (#6)
- ka-yu：Bass
- kiyo：Keyboards
- shuji：Drums

Support Musician
- 石原愼一郎：Right Side Guitar Solo (#6)

## タイアップ
- アイディアファクトリー製PlayStation 2専用ゲームソフト『スカイサーファー』オープニングテーマ (#2)
- テレビ東京系列バラエティ番組『スキヤキ!!ロンドンブーツ大作戦』エンディングテーマ (#4)
- テレビ朝日系列討論バラエティ番組『ビートたけしのTVタックル』エンディングテーマ (#8)
- テレビ朝日系列バラエティ番組『ネプいっ!』エンディングテーマ (#10)
- テレビ東京系列リアリティ番組『ASAYAN』エンディングテーマ (#12)
- アイディアファクトリー製PlayStation 2専用ゲームソフト『スカイサーファー』エンディングテーマ (#12)